# Зандалий
„Зандалий“ (на английски: Zandalee) е името на американски филм от 1991 г. с участието на Никълъс Кейдж. Режисьор на филма е Сам Пилсбъри.
Първоначално MPAA определя филма като категория NC-17 – т.е. не се допускат лица на 17 години и по-млади. След внесени промени, преди премиерата, категорията е променена на R (Ограничен достъп) – т.е. не се допускат лица под 17 години без родител.
Филмът е направен по романа и пиесата на Емил Зола, озаглавени „Терез Ракен“.